# 李思浩
李思浩（1882年—1968年），清朝末年民国时期财政要人，曾出任中国银行总裁。字晓沧，号赞侯，浙江省慈谿縣（今宁波市余姚市）人。为中华民国北京政府时期财政金融中枢。一生任职于清廷、北洋政府、国民政府、日占上海、中华人民共和国，是近现代中国传奇财经人物。任北洋财长时，建议用美元结算外债，是美元国际结账的肇始。擅书法。

## 生平简历

### 清
早年曾中舉人。就读于京师大学堂（今北京大学）。授户部主事，历数职。曾在清廷的盐政和税务机构担任职务。

### 北京政府
民国成立后，于元年出任民国临时政府的盐务署科长和厅长。民国二年，担任国家税务筹备处委员。1916年，出任北洋政府财政次长，并兼任盐务署署长。1917年，出任北洋政府代理财政部长。1917年6月，兼任中国银行总裁。1919年，出任政府财政总长，并兼任盐务署督办。1919年，徐树铮在北京创立边业银行，李思浩出任银行总经理。
1920年，直皖战争爆发，皖派军阀战败，李思浩因“战争罪”遭受通缉。1924年，段祺瑞再次得势上台，李思浩官复原职，出任财政部长，并兼任盐务署督办。1925年，出任关税特别会议委员会委员。

### 国民政府
1933年，天津大中银行改组，李思浩出任总经理。1934年，主持迁移大中银行总管理处到上海，成为大中银行的业务中心。1936年，民办四明银行被改组成为官商合办银行，出任四明银行商股董事。
抗日战争爆发，转到香港避战。香港沦陷，于1941年12月，被日军拘捕囚禁。1942年2月，返回上海，发起创办阜通银行，并出任董事长。

### 日占上海
1943年，日本扶持的上海政府试图改组四明银行，李思浩出任汪伪四明银行董事长，并兼任中国通商银行董事和交通银行董事。1944年，出任上海市政府政务咨询委员会主任。出任《新闻报》社董事和社长。

### 中华人民共和国
1949年5月，出任上海临时联合救济委员会副主任。1958年，被聘为上海市人民政府顾问。曾担任上海佛教居士林名誉主任。曾任中国上海市政协委员。1968年1月28日，在上海去世，享年87岁（满86周岁）。

## 荣誉
按年代先后顺序：
- 五等嘉禾章
- 四等嘉禾章（晋给）
- 三等嘉禾章
- 二等嘉禾章
- 二等大绶嘉禾章
- 二等大绶宝光嘉禾章
- 一等大绶嘉禾章
- 二等文虎章。

## 家庭
李思浩为南宋参知政事李光之第二十七世孙，李自立之二十二世孙，李能（字钟秀）的长子。娶妻余氏。有子李荫枌。有女三人，长女嫁朱祖经，次女嫁林景帆，幼女嫁冯保年。 李思浩下有弟五人，分别为：
- 李思瀚（1884年－1909年）。号月波。前清举人。英年早逝，终同知衔、奉政大夫。
- 李思沅（1888年－？）。号湘帆。举县学第一。历任两浙盐运使、四川知事、山东盐运使、山东知事、吉黑（吉林、黑龙江两省）榷运局长、滨江总仓仓长等职。授五等嘉禾章，次年晋给四等嘉禾章。
- 李思瀛（1899年－？）。号阆仙。曾授五等嘉禾章。
- 李思澐（1901年－？）。号梯青。曾任职于北洋政府国务院秘书厅。曾授六等嘉禾章。
- 李思洵（1907年－？）。号仰苏。

## 备注
1. ↑  《余姚市志》称生于1881年，死于1967年[1]。